# ObjectScript (язык программирования)
ObjectScript (произносится на английском как /'ɔbʤikt skript/, в русском языке транслитерация — «обджект скрипт») — слаботипизированный объектно-ориентированный язык программирования, разработанный компанией Intersystems. Приложения на ObjectScript обычно транслируются в специальный байт-код, поэтому они могут работать на любой компьютерной архитектуре, с помощью среды исполнения Caché или IRIS. Он сочетает в себе возможности таких языков, как JavaScript, Lua и PHP

## Синтаксис
В ObjectScript не обязательно нужна точка с запятой, вот два примера кода,
```
x
 
=
 
12
;

y
 
=
 
"Hello World!"
;

```

```
x
 
=
 
12

y
 
=
 
"Hello World!"

```

И тот и тот код работает.  Для вызова функций используется привычный синтаксис,как и в большинстве языков программирования.
```
print
(
5
,
 
" differences"
)

```

У этого языка программирования, есть ещё одна особенность синтаксиса, при вызове функции, аргументы не обязательно нужно разделять запятой можно обычным пробелом.
```
print
(
5
 
" differences"
)

```

Язык имеет множество "сахара" в синтаксисе, отличающего его от javascript и других языках, например можно вызывать функции вообще без кавычек: 
```
print
 
"Hello World!"

```